# Ultimate Boot CD
Ultimate Boot CD – pakiet kilkudziesięciu programów narzędziowych i diagnostycznych.
Zawiera program tworzący startową płytę ratunkową dla systemów Windows.